# Invasione sovietica dell'Azerbaigian
L'invasione sovietica dell'Azerbaigian nota anche invasione dell'Armata Rossa dell'Azerbaigian o sovietizzazione dell'Azerbaigian, fu una campagna militare condotta dall'11ª armata della Russia sovietica nell'aprile 1920 per istituire un nuovo governo sovietico nella Repubblica Democratica dell'Azerbaigian. L'invasione coincise con l'insurrezione anti-governativa organizzata dai bolscevichi azeri locali nella capitale, Baku. L'invasione portò alla dissoluzione della Repubblica Democratica dell'Azerbaigian e all'istituzione della Repubblica Socialista Sovietica Azera.

## Contesto

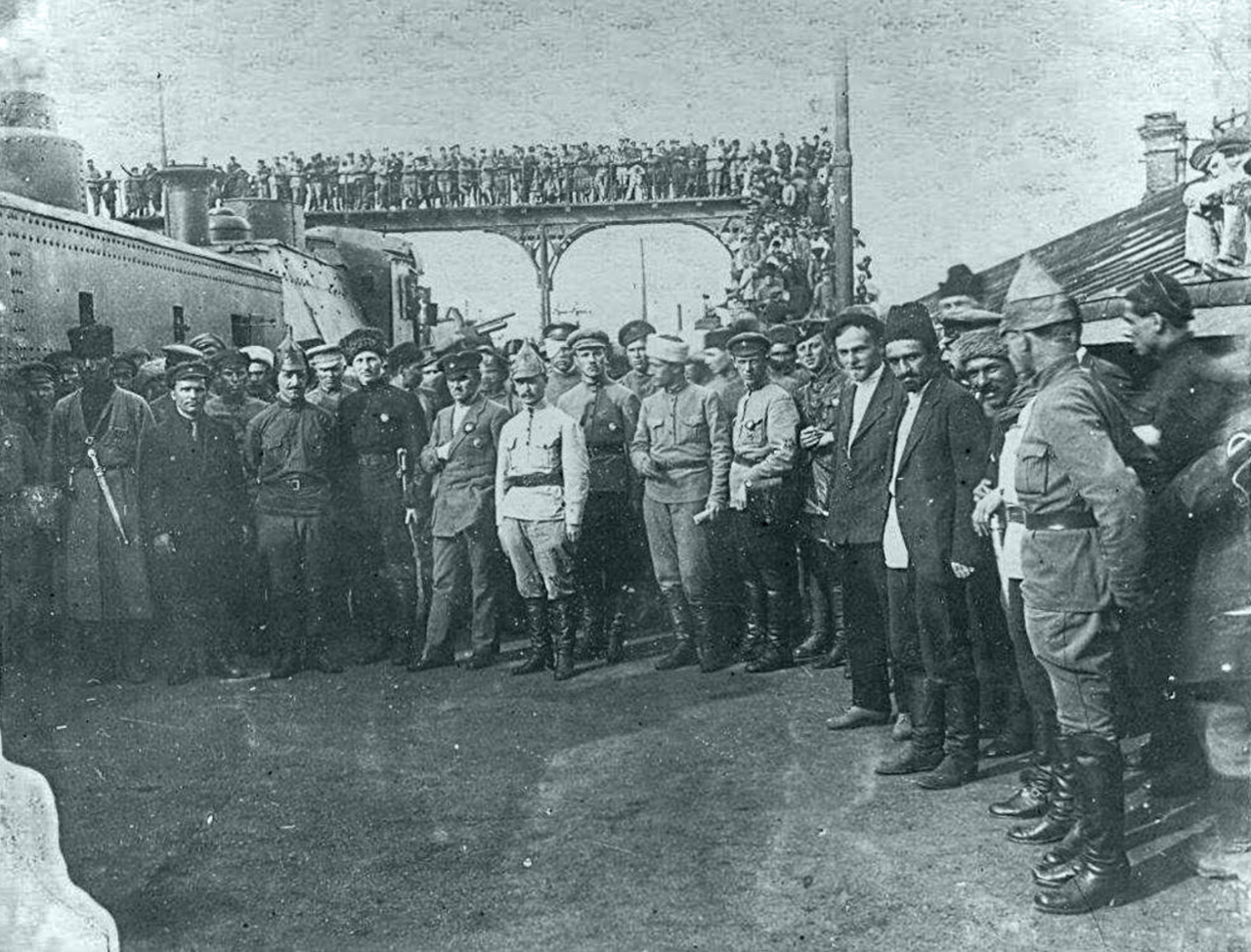
Sergey Kirov, Anastas Mikoyan, Sergo Ordzhonikidze e Mikhail Levandovsky tra i soldati dell'Armata Rossa a Baku

All'inizio di gennaio 1920, da Mosca arrivò la notizia che tutte le organizzazioni nazionali dovevano essere liquidate per aderire al Partito comunista a seconda della regione in cui si trovavano. Il Partito comunista di nuova creazione avrebbe incluso tutte le nazionalità in Azerbaigian senza dividerle in musulmani o turchi. La nuova organizzazione fu chiamata Partito Comunista dell'Azerbaigian (AzCP). Anche se l''"Himmat" venne sciolto, i membri di questo partito non protestarono perché al Congresso costituente dell'AzCP la maggioranza dei partecipanti erano musulmani. Pertanto, l'Himmat aveva tanti rappresentanti quanti ne aveva il Partito comunista russo: 30, mentre altri 30 appartenevano all'Adalat e altri 60 appartenevano ad altre cellule comuniste, che erano per lo più himmatiste.
Tutto iniziò con la prima nota all'inizio di gennaio 1920 del commissario agli affari esteri della Russia sovietica, Georgy Chicherin, al primo ministro Fatali Khan Khoyski. In questa nota, Chicherin chiedeva di creare un'alleanza contro Denikin, che era il capo generale del movimento bianco. Ciò fu fatto per coinvolgere la Repubblica Democratica dell'Azerbaigian nell'esaustiva guerra civile, che avrebbe richiesto uno sforzo enorme in una lotta alla pari. La Corte suprema alleata reagì alla pressione sovietica e decise di inviare aiuti militari all'Azerbaigian. Fatali Khan Khoyski, che credeva che gli alleati sarebbero arrivati in tempo, rifiutò la prima richiesta di Chicherin.
Nella sua seconda nota a Khoyski, Chicherin accusò il governo azero di non essersi unito all'esercito russo contro il suo nemico. Reiterò le sue richieste, che ancora una volta non furono accettate da Khoyski. Nella sua risposta all'inizio di febbraio, Khoyski insistette invece sul riconoscimento dell'Azerbaigian come Paese sovrano e indipendente, prima di passare a ulteriori discussioni. Chicherin, nella sua nota successiva, affermò che non vi era alcun vantaggio nel riconoscere l'Azerbaigian come Paese indipendente e che i sovietici prendevano le richieste e le note di Khoyski come un rifiuto delle sue proposte.
Nel frattempo, l'AzCP stava osservando un aumento del numero di seguaci di questa ideologia. Il numero dei membri raggiunse le 4 000 persone entro la fine di aprile 1920. Il popolo sosteneva principalmente il modo in cui l'Azerbaigian doveva arrendersi alla Russia sovietica perché questo era l'unico modo per salvare la Repubblica. Uno dei seguaci più importanti di questa idea fu l'allora ministro degli interni Mammad Hasan Hajinski. Anche dopo che Hajinski fu trasferito in un'altra posizione meno centrale nel gabinetto dei ministri, continuò le sue attività dirette economicamente filo-russe, come la vendita di petrolio ai sovietici.
Il 23 marzo 1920 gli armeni iniziarono a protestare in Karabakh con l'appoggio di Yerevan. Il governo dell'Azerbaigian reagì inviando la maggior parte del suo esercito in quella regione e lasciando Baku e le regioni del nord con poca protezione. Nel frattempo, le truppe russe dell11ª armata bolscevica stavano conquistando il Caucaso settentrionale, incluso il Daghestan, e si avvicinavano ai confini dell'Azerbaigian.
All'inizio del 1920, la Russia sovietica aveva un disperato bisogno di forniture di petrolio da Baku. Il 17 marzo 1920, Vladimir Lenin inviò il seguente telegrafo al Consiglio militare rivoluzionario sul fronte del Caucaso:
Successivamente, nominò Serebrovsky per assumere il controllo del petrolio di Baku. Sergo Ordzhonikidze e il suo vice Sergey Kirov dovettero intraprendere azioni militari mirate alla conquista del territorio sotto il corpo speciale dell'Ufficio del Caucaso. Confuso, Khoyski inviò una nota a Chicherin il 15 aprile, chiedendo una spiegazione dei motivi per cui le truppe bolsceviche si stavano avvicinando ai confini dell'Azerbaigian. Tuttavia, nessuna risposta fu inviata da Chicherin.
La situazione politica stava inoltre cambiando nel paese. I membri dell'Himmat di orientamento menscevico si unirono uno per uno al Partito comunista. Anche il partito Ittihad stava perdendo i suoi membri a favore dell'AzCP. Il governo di Usubakov, che perse il sostegno dell'Ittihad a causa del passaggio dei membri al PC, si dimise il 1º aprile. Hajinski decise di approfittare di questa situazione e di formare un nuovo governo. Hajinski negoziava continuamente con Halil Pasha, che vedeva come un amico della Turchia. Insieme all'AzCP redassero la risoluzione, che affermava che non era necessaria un'invasione dell'Armata Rossa, poiché il Partito Comunista Turco e l'AzCP avrebbero organizzato un colpo di stato interno al governo. Furono anche in grado di ricevere la conferma dall'11ª Armata che quest'ultima non sarebbe intervenuta nel paese entro 24 ore.

## Operazione militare
Il 21 aprile 1920, Tukhachevsky emanò la seguente direttiva per l'11ª Armata Rossa e la flottiglia militare Volga-Caspio per iniziare un'offensiva verso Baku:
1. Per il comandante dell'11a armata di attraversare il confine con l'Azerbaigian il 27 aprile e, con una rapida offensiva, di prendere il controllo della provincia di Baku. Yalama—Operazione di Baku da concludere entro 5 giorni. Le unità di cavalleria devono essere inviate a prendere il controllo della ferrovia transcaucasica intorno a Kurdamir.
2. Quando l'11a armata si avvicina alla penisola di Absheron, il comandante della flottiglia [del Caspio], Raskolnikov, per assicurare lo sbarco di una piccola unità intorno alla stazione Alat. Questa unità prenderà ordini dal comandante dell'11° Armata. Fare un rapido raid per prendere il controllo di Baku usando tutta la flotta di petroliere, previeni qualsiasi danno ai giacimenti petroliferi.»
Il giorno dopo, Hajinsky dichiarò di non aver creato un nuovo governo. Il 24 aprile, l'esercito bolscevico avviò la sua mobilitazione, iniziando a occupare gli edifici del governo e a imporre la legge marziale a Baku. Il 25 aprile le operazioni continuarono e tutti i comitati del Partito comunista furono avvertiti e minacciati di morte immediata se non si fossero sottoposti agli ordini. Nella mezzanotte del 27, il governo azero scoprì che le truppe russe stavano entrando nel paese dal nord, e poiché quasi tutto il potere militare era stato inviato in Karabakh, era rimasta solo una piccola parte dell'esercito che ovviamente non poteva resistere all'Armata Rossa. Il generale Shikhlinsii non fu in grado di attuare azioni militari per impedire all'esercito russo di spostarsi verso Baku. Lo stesso giorno, il Partito Comunista Russo, il Partito Comunista dell'Azerbaigian e il Comitato Regionale del Caucaso istituirono il Comitato Rivoluzionario dell'Azerbaigian, che fu proclamato come unica autorità legale nel paese. Nariman Narimanov venne proclamato capo del Comitato Rivoluzionario dell'Azerbaigian; esso includeva anche membri come Mirza Davud Huseynov, Ghazanfar Musabakov, Hamid Sultanov, Dadash Buniatzada, Alimov e Ali Heydar Garayev. Non appena fu fondatato l'AzRevKom, Sultanov presentò un ultimatum al Parlamento per arrendersi, trasferire i suoi poteri e dissolversi durante dodici ore.
Il Parlamento giunse alla conclusione di trasferire l'autorità al Partito Comunista alle seguenti condizioni:
2. Il governo formato dal Partito Comunista dell'Azerbaigian avrà autorità provvisoria.
3. Il sistema definitivo di governo in Azerbaigian sarà determinato senza alcuna pressione esterna, dall'organo legislativo supremo dell'Azerbaigian, il Soviet dei lavoratori, dei contadini e dei soldati dell'Azerbaigian.
4. Tutti i funzionari delle agenzie governative manterranno i loro posti e solo le persone che ricoprono posizioni di responsabilità saranno sostituite.
5. Il nuovo governo comunista provvisorio garantisce la vita e i beni dei membri dell'attuale governo e parlamento.
6. Adotterà misure per impedire l'ingresso dell'Armata Rossa in condizioni di battaglia.
7. Il nuovo governo resisterà, usando misure forti e tutti i mezzi a sua disposizione, a tutte le forze esterne, da qualunque parte, che mirano alla soppressione dell'indipendenza dell'Azerbaigian.»
Così, la Repubblica Democratica dell'Azerbaigian cessò la sua esistenza il 28 aprile 1920. L'occupazione dell'Azerbaigian ebbe ragioni economiche, oltre che politiche. La ragione più importante dell'occupazione era il petrolio azero, che avrebbe aiutato i sovietici a realizzare i loro piani di espansione dei loro territori.
Secondo lo storico russo AB Shirokorad, l'invasione sovietica dell'Azerbaigian è stata condotta utilizzando un modello standard bolscevico: un comitato rivoluzionario locale avvia rivolte operaie reali o "virtuali" e richiede il sostegno dell'Armata Rossa. Questo schema è stato utilizzato anche decenni dopo, durante le invasioni sovietiche in Ungheria (1956) e in Cecoslovacchia (1968). Il 28 aprile 1920, il Comitato rivoluzionario di Baku presentò una richiesta formale di aiuto al governo russo sovietico. Tuttavia un giorno prima, l'11ª Armata Rossa, che includeva la 26ª, 28ª e 32ª divisione di fucilieri e il 2º corpo a cavallo (oltre 30 000 soldati), aveva già invaso il territorio dell'Azerbaigian.